# لونگ آونگ
لونگ آونگ (انگلیسی: Loung Ung، ۱۷ آوریل ۱۹۷۰)؛ مدرس دانشگاه و فعال حقوق بشر کامبوجیِ شهروند آمریکا است. وی در بین سال‌های ۱۹۹۷ و ۲۰۰۳ میلادی در مقام سخنگوی کمپین بین‌المللی ممنوعیت مین‌های زمینی، وابسته به بنیاد سربازان آمریکا در جنگ ویتنام به فعالیت مشغول بود. جایزه صلح نوبل در سال ۱۹۹۷ میلادی به این کمپین اعطا شد.
وی که در پنوم‌پن کامبوج به‌دنیا آمد، ششمین فرزند از هفت فرزند و سومین از چهار دختر خانواده بود. تاریخ تولد واقعی او معلوم نیست: بسیاری از سوابق گواهی تولد اهالی شهرهای کامبوج توسط خمرهای سرخ نابود شده است.
در سن ده سالگی از کامبوج به ایالات متحده گریخت و پس از مهاجرت به آمریکا و اعطای تابعیت کشور جدیدش، دو کتاب از تجربیات زندگی و خاطرات خود که مربوط به سال‌های ۱۹۷۵ تا ۲۰۰۳ میلادی است، نوشت.
آونگ ازدواج کرده است و با همسرش در شیکر هایتس، واقع‌در حومهٔ کلیولند، اوهایو زندگی می‌کند.